# Liste der Biografien/Cuy
Liste der Biografien |
Portal Biografien |
Personensuche
# |
A |
B |
C |
D |
E |
F |
G |
H |
I |
J |
K |
L |
M |
N |
O |
P |
Q |
R |
S |
T |
U |
V |
W |
X |
Y |
Z |
?
 
Ca |
Cb |
Cc |
Ce |
Ch |
Ci |
Cj |
Ck |
Cl |
Cm |
Cn |
Co |
Cr |
Cs |
Ct |
Cu |
Cv |
Cw |
Cy |
Cz
 
Cua |
Cub |
Cuc |
Cud |
Cue |
Cuf |
Cug |
Cuh |
Cui |
Cuj |
Cuk |
Cul |
Cum |
Cun |
Cuo |
Cup |
Cuq |
Cur |
Cus |
Cut |
Cuv |
Cuw |
Cux |
Cuy |
Cuz
Die Liste der Biografien führt alle Personen auf, die in der deutschsprachigen Wikipedia einen Artikel haben. Dieses ist eine Teilliste mit 17 Einträgen von Personen, deren Namen mit den Buchstaben „Cuy“ beginnt.

## Cuy

### Cuya
- Cuyàs, Vicenç (1816–1839), katalanischer Komponist

### Cuyc
- Cuyck, Carolina Petronella van († 1813), niederländische Miniaturmalerin und Zeichnerin
- Cuyck, Maria Christina van († 1781), niederländische Kupferstecherin, Radiererin und Zeichnerin
- Cuyck, Paul van (1903–1985), belgischer Automobilrennfahrer

### Cuyl
- Cuylaerts, Lowie (* 2000), belgischer Eishockeyspieler
- Cuylen, Pieter van de (1909–1990), deutscher Maler, Plastiker und Zeichner
- Cuylen, Rik (* 2003), belgischer Eishockeyspieler
- Cuylenburg, Abraham van († 1658), niederländischer Maler

### Cuyp
- Cuyp, Aelbert Jacobsz. (* 1620), niederländischer Maler
- Cuyp, Benjamin Gerritsz., niederländischer Maler
- Cuyp, Jacob Gerritsz. (1594–1652), niederländischer Maler
- Cuypers, Alfons (1903–1982), niederländischer römisch-katholischer Ordensgeistlicher, Apostolischer Präfekt von Vichada
- Cuypers, Harald, deutscher Kanusportler
- Cuypers, Hugo (* 1997), belgischer Fußballspieler
- Cuypers, Jos (1861–1949), niederländischer Architekt und Vertreter des Historismus
- Cuypers, Leo (1947–2017), niederländischer Jazz-Musiker
- Cuypers, Pierre (1827–1921), niederländischer Architekt und Vertreter des HistorismusPierre Cuypers (1827–1921)

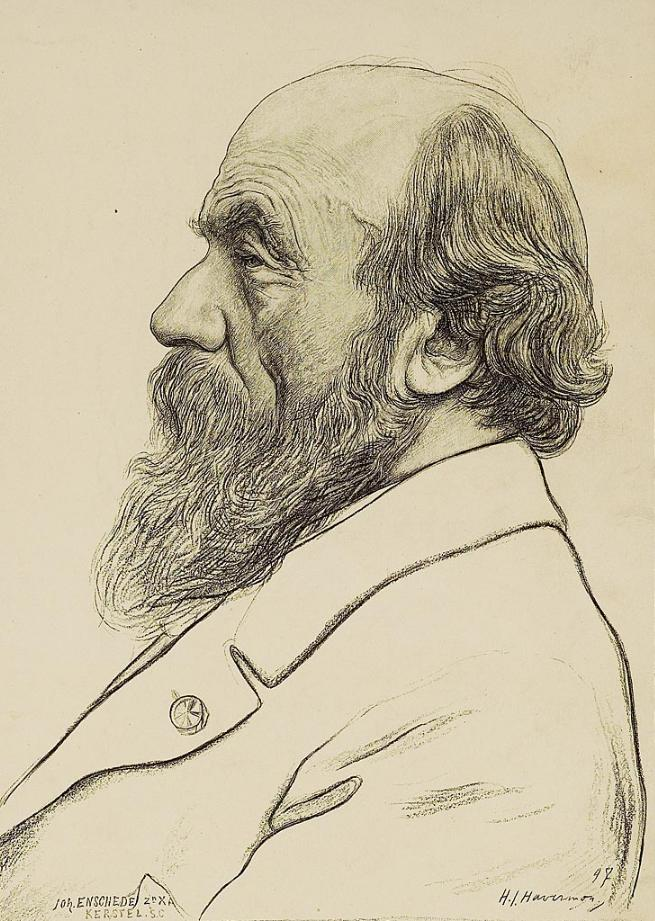
Pierre Cuypers (1827–1921)